# (5356) 1991 FF1
(5356) 1991 FF1 là một tiểu hành tinh vành đai chính. Nó được phát hiện bởi Kin Endate và Kazuro Watanabe ở Đài thiên văn Kitami ở Hokkaidō, Nhật Bản, ngày 21 tháng 3 năm 1991.